# أوجاق قلي كندي
أوجاق‌ قلي كندي هي قرية في مقاطعة مشكين شهر، إيران. عدد سكان هذه القرية هو 23 في سنة 2006.